# الجعافرة (قبيلة)

## قبيلة الجعافرة
قبيلة الجعافرة هي قبيلة عربية هاشمية تنتسب إلى الإمام جعفر الصادق بن محمد الباقر، أحد أئمة أهل البيت، وينحدرون من نسل الحسين بن علي حفيد النبي محمد من ابنته فاطمة الزهراء. تُعد من كبريات القبائل الحسينية في مصر، ولها امتداد في السودان والمغرب العربي.

## النسب والأصل
ينتمي الجعافرة إلى ذرية جعفر الصادق بن محمد الباقر، وتذكر بعض المصادر أن بعض فروعهم تعود إلى جعفر بن أبي طالب الملقّب بـ"الطيار"، أحد أوائل المهاجرين وقائد غزوة مؤتة.

## الهجرة والتوزع
بدأت هجرتهم من الحجاز إلى شمال إفريقيا، واستقرّوا في صعيد مصر منذ القرن الثامن الهجري، خاصة في قنا، أسوان، سوهاج والبحيرة، ومنها إلى شمال السودان وليبيا والجزائر.

## التاريخ
أشار المؤرخ المقريزي إلى دور الجعافرة في العصر المملوكي، حيث عيّن السلطان الظاهر بيبرس الأمير حمد بن محمد أبو جعافر حاكمًا على الصعيد الأعلى، مؤسسًا لإمارة تمتد من طما شمالاً حتى بلاد المحس جنوبًا، وعاصمتها الطود.

## أبرز الشخصيات
- الأمير حمد بن محمد أبو جعافر (632 هـ): أول من تولّى حكم الصعيد الأعلى من الجعافرة بأمر بيبرس، وأسّس إمارتهم في الجنوب المصري[5].

## الانتشار المعاصر
تتواجد القبيلة حاليًا في مناطق مثل نقادة، قوص، دشنا، فرشوط، دراو، البحيرة ومطروح، إلى جانب فروعها في السودان وليبيا والمغرب.

## الهوية الدينية
ينتمي معظم الجعافرة إلى المذهب السني، خصوصًا الشافعي في مصر والمالكي في السودان والمغرب، ويرتبط بعضهم بطرق صوفية كـالخلواتية والأحمدية.